# Karapolis (řeka)
Karapolis je říčka v Litvě, v Žemaitsku. Teče v okrese Tauragė (Tauragėský kraj). Je to levý přítok říčky Malūndaubė, do které se vlévá 4,7 km od jejího ústí do řeky Šunija (55°20′17″ s. š., 22°21′32″ v. d.). Je 3,4 km dlouhá (pokud bychom považovali Karapolis za nadřazený tok, byla by jeho délka celkem 8,2 km). Pramení 0,5 km na severovýchod od vsi Šakvietis. Není shoda v pojmenování a určení, která říčka je přítokem které říčky a která z nich je nadřazeným tokem. Některé zdroje, například Oficiální klasifikátor litevských řek uvádějí, že Karapolis je přítokem říčky Malūndaubė, jiné, například autoatlas Litvy, naopak, že Malūndaubė je přítokem Karapolisu. Oficiální klasifikátor litevských řek jako nadřazený tok uvádí Malūndaubė.

## Průběh toku
Pramení 0,5 km na severovýchod od vsi Šakvietis, kterou protéká. Ústí říčky je na jihojihozápad od jejího pramene. Klikatí se jen velmi táhlými oblouky a celkem čtyřikrát mění povlovně směr toku do soutoku s Malūndaubė, který je ve vsi Pagirupis.

## Přítoky
Říčka nemá významné přítoky.